# Contea di Hancock (Tennessee)
La contea di Hancock in inglese Hancock County è una contea dello Stato del Tennessee, negli Stati Uniti. La popolazione al censimento del 2000 era di 6 786 abitanti. Il capoluogo di contea è Sneedville.